# Сеннаар
 Ця стаття про місцевості в Межиріччі, що згадується в Старому Завіті. Статті, під суданським топонімом Сеннар знаходяться тут. 
Сенаар (дав-євр. שִׁנְעָר Šin`ar країна річок, в Септуагінті - Σενναάρ, Sennaar) — згадувана в Старому Завіті місцевість в Межиріччі.

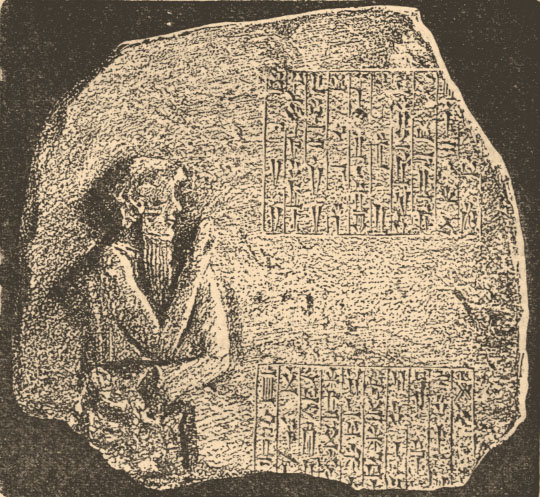
Амрафелом

У Книзі Буття (10:10) говориться, що на початку царство Німрода складали «Вавилон, Ерех, Аккад і Калне, в землі Сеннаар». У наступному розділі (11: 2), сказано, що людство, все ще говорило однією мовою, після Потопу оселилося в Шін'ару, де і почалося будівництво Вавилонської вежі. Далі в книзі Буття (14: 1-9) згадано правління вавилонського царя Амрафелома в Шін'ару. Сеннаар вживається як синонім Вавилонії в Книзі Ісуса Навина (7:21), Книзі пророка Ісаї (11:11) і Книзі пророка Захарія (5:11).
Якщо Сеннаар включав Вавилон і Ерех, то, швидше за все, малася на увазі південна частина Вавилонії. Проблема етимологічної відповідності слова Сеннаар з аккадским словом Шумер (власне транслітеровані дав-євр. Šin`ar і аккад. Šumeru, екзоетнонім шумерів) є предметом різних суперечок і спекуляцій.  

Єгипетським позначенням Вавилонії  Месопотамії було 
| s | N35 · W11 | D21 · N25 |

Sngr  ( Sanagara ) , що ототожнюється Сейсом з  Sanhar  табличок Амарнського архіву. 